# Laugesens Have
Laugesens Have er et konferencecenter mellem Videbæk og Spjald i Ringkøbing-Skjern Kommune, som oprindeligt blev etableret som en offentligt tilgængelig park i starten af 1920erne af Lauge Laugesen. Siden er Laugesens Have blevet udbygget i flere omgange. 

## Historie
I forbindelse med den massive opdyrkning af den jyske hede i perioden efter krigen i 1864, blev der samlet sten fra de store hedearealer. Disse sten anvendte Lauge Laugesen ved etableringen af Laugesens Have – og stedet udviklede sig til at blive én af de største turistattraktioner i Jylland. Lauge Laugesen besøgte i 1922 kejserhaven i Wien, Wiener Schönbrunn, og denne inspirerede ham til at udbygge Laugesens Have yderligere. Frem mod 1930, får han bygget en pavillon og allieret sig med gartner Petersen fra Spjald.
I perioden fra 1930 og frem til tiden efter 2. verdenskrig har Laugesens Have hver sommer op mod 30.000 gæster.
13. november 1955 dør Lauge Laugesen – 72 år gammel.
To år senere overtages parken af datteren og svigersønnen, Johanne og Gerhard Hülke. Efter fortsat drift af haven vælger ægteparret at sælge parken i 1968 til Erling Heltboe.
Erling Heltboe opførte i 1974 en kursusejendom i parken og drev dette frem til 1981, hvor kursuscentret blev solgt til Dansk Beklædnings- og Textilarbejderforbund.

## Laugesens Have i dag
Efter udvidelser i 1982, 1989 og 2011 er kursuscentret nu på sammenlagt ca. 6.500 etage m2.
I 1998 blev Laugesens Have udskilt som et selvstændigt aktieselskab og er i dag ejet af 3F.
Kursuscentret har i dag besøg af mere end 10.000 gæster årligt, og parken er desuden renoveret, og forsøgt ført tilbage til det oprindelige. Mange stensætninger står således stadig som de oprindeligt er etableret af Lauge Laugesen og gartner Petersen.
Forstander på Laugesens Have har siden 1995 været Søren Elbæk.
I juni 2016 udgives en bog med den samlende fortælling om Laugesens Have.